# Biblioteca de Mujeres de Madrid
La Biblioteca de Mujeres de Madrid es una biblioteca pública especializada en mujeres que reúne entre 25 000 y 30 000 documentos en libros, revistas, tebeos, carteles y chapas de la historia de las mujeres y del Movimiento Feminista en España. Fue fundada en 1985 por la bibliotecaria y documentalista feminista Marisa Mediavilla. De 1986 a 2002 Lola Robles, filóloga y escritora feminista participó en el proyecto al que se sumaron otras colaboradoras. En 2006 el fondo tuvo que donarse al Instituto de la Mujer. Desde 2012 puede consultarse el fondo automatizado en el Museo del Traje de Madrid.

## Historia

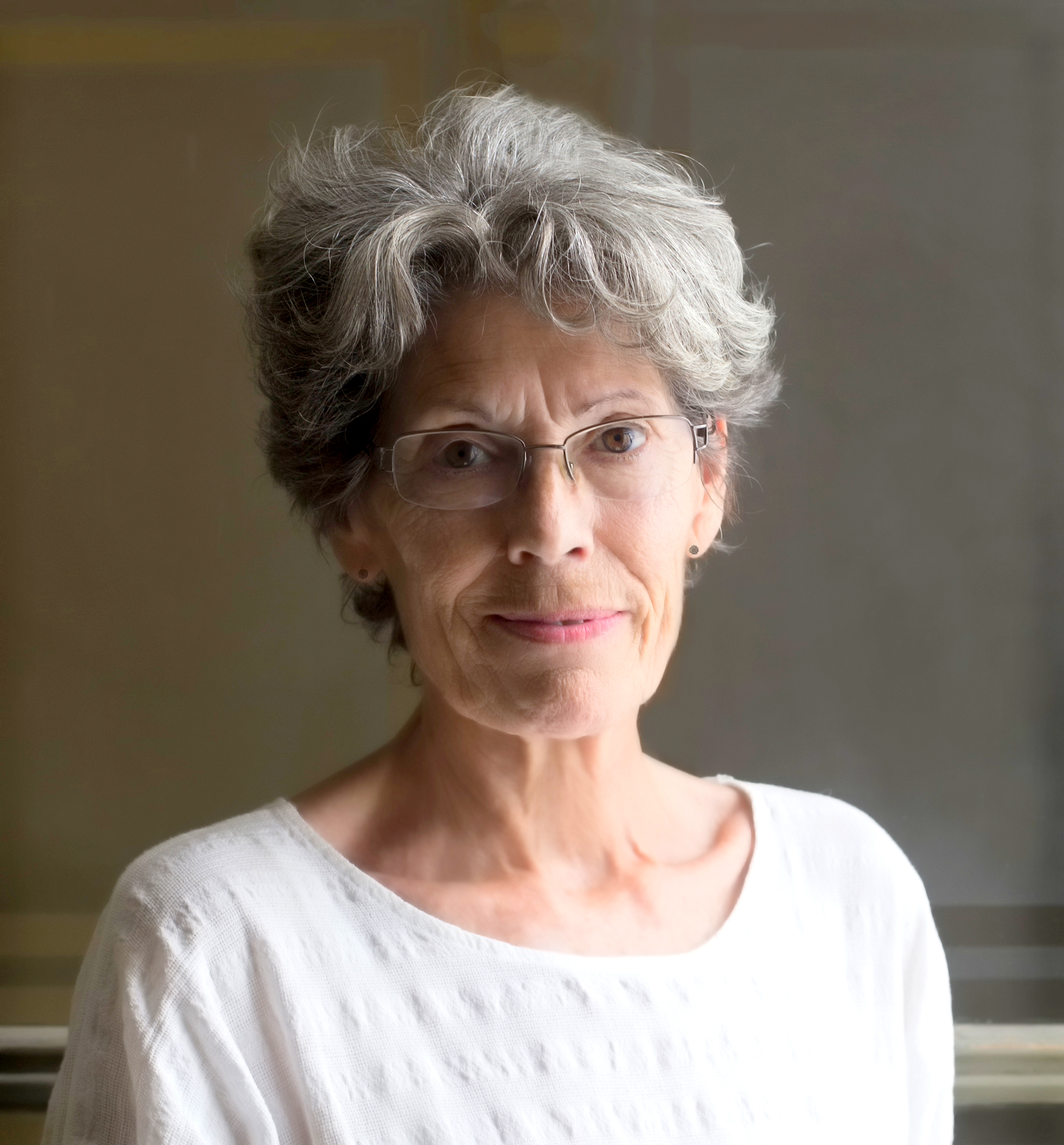
Marisa Mediavilla, fundadora de la Biblioteca de Mujeres de Madrid. Madrid 2017

En 1985 Marisa Mediavilla, bibliotecaria, documentalista feminista fundó la Biblioteca de Mujeres. “En esa época las mujeres empezábamos a cuestionarnos determinados comportamientos sociales. Pero necesitábamos información y esta era difícil de localizar en las instituciones públicas. Como yo era bibliotecaria pensé que sería buena idea poner en marcha una Biblioteca de Mujeres para atesorar lo que otras bibliotecas no guardaban y así crear un archivo con lo que generaba el Movimiento Feminista de Madrid”. Mediavilla formaba parte del grupo Mujeres Feministas Independientes de Madrid, que se reunía en la calle Barquillo 44, primera sede de la biblioteca. Pocos meses después, a principios de 1986, se sumó al proyecto la filóloga y escritora feminista Lola Robles, ocupándose de la coordinación de sus actividades culturales y de la gestión administrativa y económica de la Biblioteca hasta el año 2002.
En 1989 la Biblioteca se constituyó como asociación no lucrativa de ámbito local, circunscrita a la Comunidad de Madrid. En 1991 pasó a ser de ámbito estatal y durante algunos años recibió pequeñas subvenciones para comprar libros y realizar actividades de difusión de la historia y la literatura de las mujeres. 
A partir de 1994 la Biblioteca forma parte de la Red de Centros de Documentación y Bibliotecas de Mujeres del Estado español.

En 2006, ante el desalojo por parte de la Comunidad de Madrid de la biblioteca, el fondo para evitar su desaparición tuvo que donarse al Instituto de la Mujer, que se hizo cargo de su custodia.

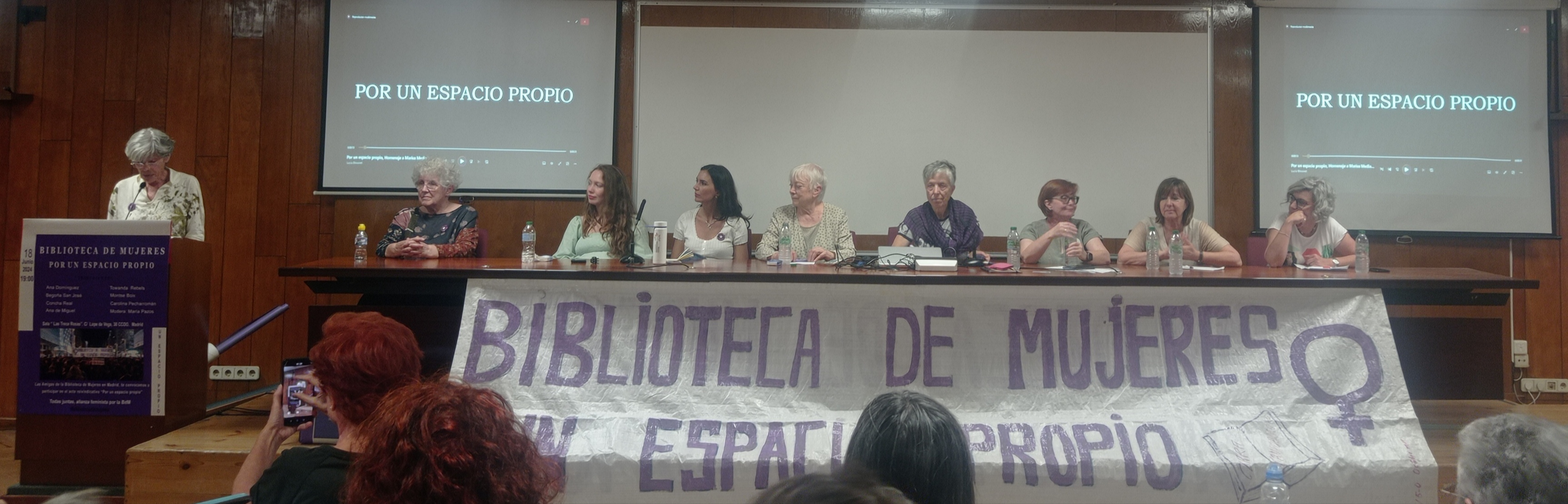
Acto del movimiento feminista en defensa de un espacio propio para la Biblioteca de Mujeres, 18 de junio 2024 (de izquierda a derecha: Marisa Mediavilla; Ana Domínguez; Towanda Rebels; Begoña San José; María Pazos; Concha Real; Ana de Miguel; Carolina Pecharromán)

En mayo de 2024 se puso en marcha una campaña ciudadana para exigir a las instituciones un espacio propio de acceso público que albergue la Biblioteca. La campaña fue impulsada por el colectivo de Amigas de la Biblioteca de Mujeres y respaldada por destacadas feministas como María Pazos Morán, Begoña San José, Cristina Fallarás, Ana de Miguel, Montserrat Boix o Ana Domínguez entre otras, culminando en un acto público celebrado el 18 de junio. 
La Biblioteca es semejante en su objetivo y fondos a otras europeas como The Women´s Library de Londres (1926), la Biblioteca Marguerite Durand de París (1932) y en Barcelona la Biblioteca Popular de la Dona (1909), creada por Francesca Bonnemaison y que es la primera biblioteca pública femenina de Europa.

## Sedes
- 1985-1997: calle Barquillo 44, donde se fundó y lugar histórico para el Movimiento Feminista de Madrid
- 1997-2006: calle Villaamil 12, sede del Consejo de la Mujer de la Comunidad de Madrid tras la firma de un convenio por diez años, sin embargo en 2005 el Consejo se trasladó a otro lugar sin espacio para la biblioteca y la Comunidad de Madrid obligó a la biblioteca a desalojar dicha sede. Tras la imposibilidad de encontrar un espacio adecuado tuvo que donarse al Instituto de la Mujer en noviembre de 2006 para evitar su desaparición.[4]
- 2007-2011: Depósito del Instituto de la Mujer. Desde finales de 2010 puede consultarse el fondo automatizado en su web.[2]
- Desde 2012: Museo del Traje de Madrid. El fondo automatizado puede consultarse en la sala de consulta de la biblioteca del museo.[9]

## Fondos
La Biblioteca de Mujeres tiene entre 25.000 y 30.000 volúmenes. Su fondo es muy variado y comprende estudios y ensayos feministas y misóginos (tanto de autoras como de autores), biografías, obras de creación artística y literaria, además de literatura gris, revistas y colecciones especiales como agendas, calendarios, carteles, folletos, sellos, pegatinas, tarjetas, tebeos, chapas, etc.Asimismo, contiene diversas publicaciones editadas por colectivos del Movimiento Feminista y asociaciones de mujeres de España como: Vindicación Feminista, Mujeres Libertarias, Madrid Feminista, Redención, Andaina, y Festa da Palabra Silenciada de Galicia, Dones en Lluita y Laberint de Cataluña, Lanbroa del País Vasco, etc. Los fondos también incluyen tebeos para niñas ilustrativos de la educación que las niñas recibían durante el franquismo. Los más antiguos son de los años 1930 y la mayoría de los años 40, 50 y 60 como Damita Amor, Lilian Azafata del Aire, Lindaflor, Piluchi, Romántica, etc.
Los fondos de la Biblioteca de Mujeres contienen alguna obra del siglo XVIII, bastantes del siglo XIX y del primer y segundo tercio del siglo XX; la mayoría descatalogadas, compradas en librerías de viejo, El Rastro, Mercat de Sant Antoni y en Ferias del Libro Antiguo, algunas imposibles de conseguir hoy en día.

## Publicaciones
- Escritoras de ciencia ficción y fantasía: bibliografía. Madrid: Biblioteca de Mujeres, 2000
- Biblioteca de Mujeres de Madrid Lola Robles, Madrid: Biblioteca de Mujeres, 2001
- El tebeo femenino: catálogo Biblioteca de Mujeres. Estudio, Mayka Muñoz Ruíz; catálogo, Marisa Mediavilla Herreros. Madrid: Biblioteca de Mujeres, 2004
- En 2015 la Biblioteca de Mujeres publicó un Tesauro de Mujeres y en la actualidad Mediavilla y Ricarda Folla están desarrollando un Catálogo de Carteles.[10]
- Tesauro de mujeres Marisa Mediavilla Herreros y Ricarda Folla Fernández. Madrid: Biblioteca de Mujeres, 2014
- Catálogo de escritoras españolas Madrid: Biblioteca de Mujeres, 2017 (actualización anual)
- Catálogo de revistas Madrid: Biblioteca de Mujeres, 2017 (actualización anual)
- Catálogo de carteles Madrid: Biblioteca de Mujeres, 2017

## Premios y reconocimientos
- 2010 Medalla a la Promoción de los Valores de Igualdad concedido por el Ministerio de Igualdad.[11]
- 2016 Premio Leyenda a Marisa Mediavilla otorgado por el Gremio de Libreros y Libreras de Madrid.[12]
- 2017 X Premio "Participando creamos espacios de Igualdad" en la categoría de Arte y Cultura, concedido por el Consejo de las Mujeres del Municipio de Madrid[13]